# Sankt Corona am Wechsel
Sankt Corona am Wechsel osztrák község Alsó-Ausztria Neunkircheni járásában. 2019 januárjában 390 lakosa volt. 

## Elhelyezkedése

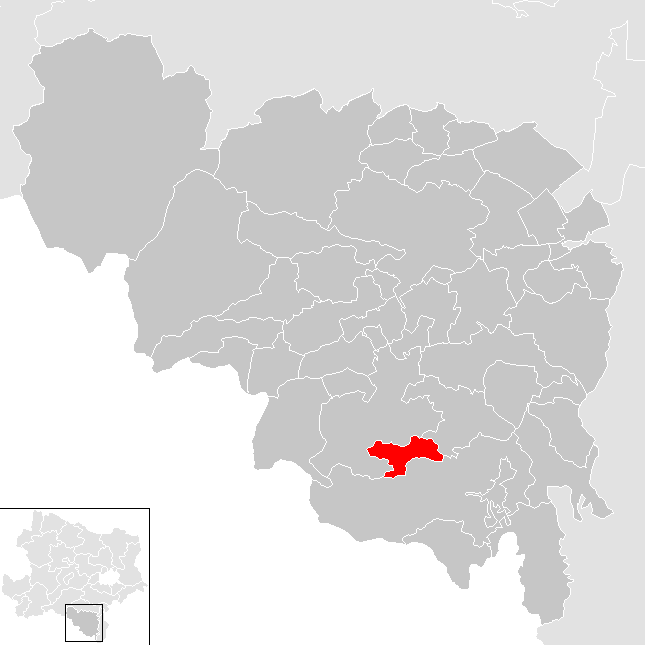
Sankt Corona am Wechsel a Neunkircheni járásban

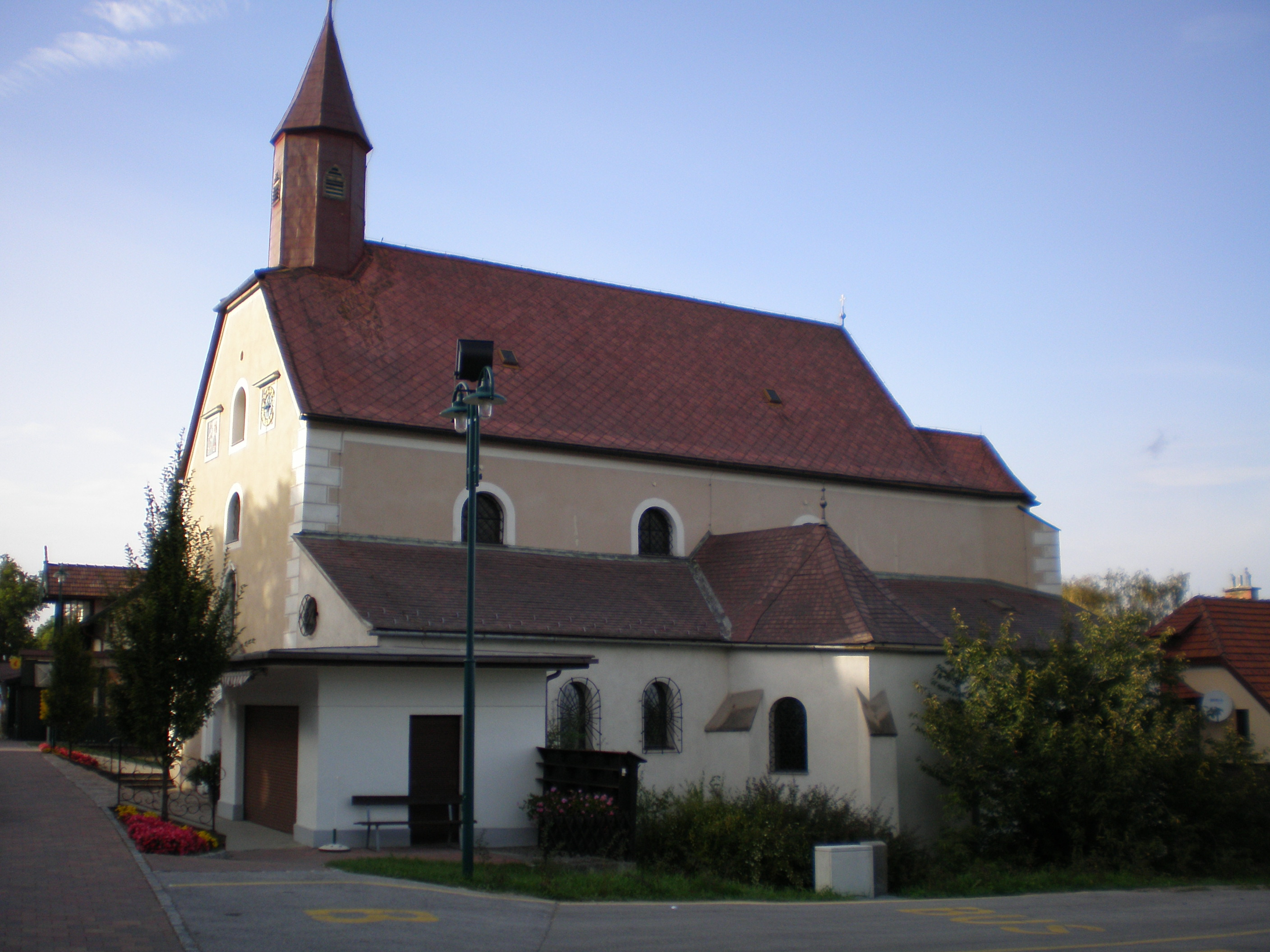
A Szent korona-plébániatemplom

Sankt Corona am Wechsel Alsó-Ausztria Industrieviertel régiójában fekszik a Wechsel-hegység keleti peremén. Területének 72%-a erdő. Az önkormányzat egyetlen katasztrális községből áll.  
A környező önkormányzatok: északra Kirchberg am Wechsel, északkeletre Feistritz am Wechsel, délre Aspangberg-Sankt Peter. 

## Története
A mai község helyén az erdőben sokáig csak remeték éltek és még 1500-ban is csak 16 házat számláltak össze. Fejlődése 1898-ben kezdődött meg, elsősorban Leopold von Pohrady báró és felesége, az operaénekes Maria Jeritza erőfeszítéseinek köszönhetően. 1909-ben megépült az első fogadó. 1925-ben az addig Feistritzhez tartozó St. Corona önálló községgé vált. 1952-ben már síversenyeket tartottak a helyi pályákon, 1965-ben pedig elkészült az első sífelvonó. Az idegenforgalom azóta jelentősen bővült, számos szálloda és sílift épült, bár a felvonókat 2014-ben leállították, mert működtetésük nem volt gazdaságos. 

## Lakosság
A Sankt Corona am Wechsel-i önkormányzat területén 2019 januárjában 390 fő élt. A lakosságszám 2001 óta gyarapodó tendenciát mutat. 2017-ben a helybeliek 93,6%-a volt osztrák állampolgár; a külföldiek közül 0,8% a régi (2004 előtti), 1,8% az új EU-tagállamokból érkezett, 3,9% pedig egyéb országok polgára volt. 2001-ben a lakosok 95,1%-a római katolikusnak, 1,9% evangélikusnak, 2,7% pedig felekezeten kívülinek vallotta magát. 
A lakosság számának változása:

| 2016 | 402 |
| 2018 | 390 |

## Látnivalók
- a Szent korona-plébániatemplom
- az unternbergi Pohrady-"kastély" 1926-ban épült

## Fordítás
- Ez a szócikk részben vagy egészben  a   St. Corona am Wechsel című német Wikipédia-szócikk ezen változatának fordításán alapul.  Az eredeti cikk szerkesztőit annak laptörténete sorolja fel. Ez a jelzés csupán a megfogalmazás eredetét és a szerzői jogokat jelzi, nem szolgál a cikkben szereplő információk forrásmegjelöléseként.